# Censura de Internet en Túnez
La censura de Internet en Túnez disminuyó significativamente en enero del 2011, tras el derrocamiento del presidente Zine El Abidine Ben Ali, cuando el nuevo gobierno removió filtros del servicio de redes sociales como YouTube.
El éxito de la Revolución Tunecina ofrece una oportunidad para establecer mayor libertad de expresión en Túnez, un país previamente sujeto a censura muy estricta, especialmente en línea. Al mismo tiempo, el éxito en esta tarea no es seguro. En respuesta a los eventos dramáticos y oportunidades de la Primavera Árabe, en marzo de 2011, Reporteros Sin Fronteras movieron a Túnez y Egipto de su lista “Enemigos del Internet” a la lista de países "bajo vigilancia". A pesar de esto, también hay advertencias acerca del posible incremento de censura de Internet en algunos países después de los eventos de la Primavera Árabe.

## Censura tras la Revolución tunecina
- En 2012 la Iniciativa OpenNet no encontró evidencia de filtrado de Internet en las áreas políticas, sociales, de conflicto/seguridad y herramientas de Internet.[5]
- En 2011 Reporteros Sin Fronteras enlistó a Túnez como "Bajo Vigilancia".[6]

El gobierno provisional de unidad nacional que se hizo cargo tras la salida de Ben Ali, proclamó inmediatamente completa libertad de información y expresión como un fundamento principal y el 17 de enero de 2011 abolió el ministerio de información. La censura de Internet fue levantada inmediatamente, como el presidente Ben Ali prometió en su discurso del 13 de enero, pero algunos controles en línea seguían en marcha a principios de febrero.
En mayo, el Tribunal Militar Permanente de Túnez ordenó que se bloquearan cuatro páginas de Facebook por intentar "dañar la reputación de la institución militar y, a sus líderes, por la publicación de videoclips y la difusión de comentarios y artículos cuya finalidad es desestabilizar la confianza de los ciudadanos en la armada nacional y propagar desorden y caos en el país." Este resurgimiento de censura de Internet llevó a la renuncia del bloguero y activista político Slim Amamou de su puesto como Secretario de Estado para Juventud y Deporte el 23 de mayo.
El 26 de mayo, un grupo de abogados obtuvo una orden judicial obligando a la Agencia de Internet Tunecina (ATI, por sus siglas en inglés) a bloquear sitios pornográficos bajo el argumento de que representaban una amenaza a los menores y a los valores musulmanes. La ATI fue a juicio en un intento de bloquear la orden, pero su solicitud fue rechazada el 13 de junio. El 15 de agosto, un tribunal de apelaciones de Túnez confirmó las decisiones anteriores, solicitando a la ATI bloquear el acceso a sitios web pornográficos. La ATI se está sometiendo a un proceso de apelaciones con el máximo tribunal, bajo el argumento de que no se puede sostener la decisión debido a la falta de medios financieros y técnicos para implementar un filtrado y sistema de censura suficientes.
Reporteros sin Fronteras teme que la filtración de sitios pornográficos puedan llevar a otros retrocesos en políticas de censura recientemente levantadas. Ellos afirman que la filtración generalizada e indefinida del gobierno provisional infringe en los principios de la Neutralidad de red y las promesas hechas por la Máxima Comisión Tunesina para la Realización de Metas Revolucionarias, Reformas Políticas y Transición Democrática, después de la Revolución.  El proceso de apelación de ATI no está completo aún.
Túnez celebró elecciones el 23 de octubre de 2011 para crear una Asamblea Constituyente pos-revolucionaria. Mongi Marzouk fue nombrado como Ministro de Tecnologías de la Comunicación de Túnez para el recién formado Gabinete Jebali el 20 de diciembre de 2011. La temprana carrera política de Marzouk demostró su disposición para mantener la proclamación de la libertad de información y expresión del gobierno provisional. El 4 de septiembre de 2012 en el Foro Nacional sobre la Gobernanza de Internet, Marzouk levantó formalmente la censura de Internet en Túnez y anunció que este país había visto el “fin del (mensaje de error) Ammar 404.”.  Dos días después, Túnez asistió a la Conferencia de Libertad En Línea en Nairobi, una plataforma para que los miembros de la coalición promuevan la agenda de la gobernanza de Internet. Durante la Conferencia, Túnez se convirtió oficialmente en el tercer miembro africano en la coalición internacional. Túnez continuó su promoción de no censura de Internet en el Foro ICT4ALL del 2012 del 17 al 20 de septiembre en Hammamet. Ahí, Marzouk declaró que las discusiones bilaterales y multilaterales se reanudarían en lugar de las recomendaciones políticas para el desarrollo socioeconómico de Túnez del Foro ICT4ALL.
Los activistas cibernéticos son escépticos de las políticas del nuevo régimen. Sleh Edine Kchouk, Presidente del Partido Pirata de Túnez, cree que el monitoreo continuo de Internet y las prácticas de la era de Ben Ali siguen presentes. Tras el anuncio de Marzouk de levantar la censura de Internet, Kchouk señala que “Túnez ha adoptado tecnologías avanzadas cuando se trata del mundo virtual, en la teoría. Pero en la práctica, es completamente diferente”.  En septiembre, la Organización de las Naciones Unidas apeló a Túnez para poner en funcionamiento sus políticas de libertad de expresión e información respecto a los medios de comunicación. A pesar de las reformas políticas más recientes hechas en el país, la censura es supuestamente adoptada contra activistas de los medios que no cumplen con los ideales tunecinos de “tradición” y “cultura” de los miembros del Gabinete Jebali.

## Censura durante el régimen de Ben Ali
Antes de la Revolución Tunecina, la Censura en Internet en Túnez era amplia. Túnez estaba en la lista de "Enemigos de Internet" de Reporteros Sin Fronteras. En agosto de 2009, la Iniciativa OpenNet clasificó la filtración de Internet como penetrante en las áreas políticas, sociales y en herramientas de Internet, y tan selectiva en el área de conflicto/seguridad.
Ben Ali prometió "la supresión de restricciones de Internet", entre otras promesas, en un breve discurso antes de que fuera expulsado.
Ammar 404 es el sobrenombre que los internautas tunecinos utilizan para la autoridad encargada de la censura de Internet.
Además de filtrado de contenido Web, el gobierno de Túnez utilizó leyes, regulaciones y vigilancia para alcanzar control estricto sobre el Internet. Por ejemplo, periodistas fueron enjuiciados por el código de prensa tunecino, el cual prohíbe ofender al presidente, inquietar el orden y publicar aquello que el gobierno perciba como noticias falsa. El gobierno también limitó a los medios mediante el control de registro de medios de comunicación impresos y la concesión de licencias a radiodifusoras, negando permiso a medios críticos y controlando la distribución de anuncios en el sector público. Los periodistas también son acusados en la corte con violaciones imprecisas del código penal.
Los disidentes en línea se enfrentaron a castigos severos. Por ejemplo, el abogado de derechos humanos, Mohamed Abbou, fue sentenciado a tres años y medio de prisión en 2005 por publicar en un sitio web prohibido un reporte en el cual él acusa al gobierno de torturar a prisioneros tunecinos.
En un caso legal histórico que cuestionó el régimen de filtrado de Web en el país, periodistas y el bloguero Ziad El Hendi presentaron una demanda en contra de la Agencia Tunecina de Internet (ATI) por censurar el sitio de red social Facebook. Facebook fue bloqueado el 18 de agosto de 2008 y desbloqueado, posteriormente, el 2 de septiembre a petición del Presidente tunecino. La Unión Tunecina de Emisoras Libres y el Sindicalista de Libertades y Observatorio de Derechos se unieron a El Hendi en la demanda judicial y llamaron a declarar al Presidente tunecino Zine El Abidine Ben Ali. Sin embargo, el Tribunal del Tercer Distrito de Túnez descartó el caso en noviembre de 2008 sin dar ninguna explicación.
Además de ser bloqueados en Túnez, muchos sitio web y blogs disidentes y de oposición fueron víctimas de intentos de hackeo y, en algunos casos, la eliminación de contenidos y el cierre de los servidores era exitoso. A pesar de que no era claro quién se encontraba detrás de estos ataques cibernéticos, muchos líderes de oposición tunecinos creyeron que era el gobierno. Por ejemplo, el sitio independiente de noticias, Kalima, fue hackeado y cerrado en octubre de 2008. Los archivos árabes y franceses de ocho años fueron completamente destruidos. El sitio había sido bloqueado desde su lanzamiento en el 2000. La administradora del sitio acusó al gobierno de estar detrás del ataque debido a que, como mencionó al Comité de Protección a Periodistas, "Los únicos que se benefician de este ataque son las autoridades." Ella también dijo, “Yo no descartaría la posibilidad de que este acto haya sido cometido por los servicios secretos, con la ayuda de hackers o piratas establecidos en Túnez o en el extranjero." El boletín de noticias basado en la Web, Tunis News y un blog dirigido por un juez (TunisiaWatch) han sido objeto de ataques similares.
Túnez no tenía leyes específicas para regular la difusión en línea. Como resultado, un grupo de periodistas aprovechó esto y lanzó la primera estación de radio en Internet de Túnez, Radio 6, el 10 de diciembre de 2007 para conmemorar el aniversario 59 de la Declaración Mundial de los Derechos Humanos.

### Filtración durante el régimen de Ben Ali
La filtración web en Túnez se logró a través del uso de un programa comercial de software, SmartFilter, vendido por la compañía estadounidense Secure Computing. Debido a que todo el tráfico de línea fija de Internet pasa a través de las instalaciones controladas por la ATI, el gobierno fue capaz de cargar el software en sus servidores y filtrar contenido consistentemente en los once ISP de Túnez. Túnez ocultó deliberadamente la filtración de usuarios de Internet mostrando el mensaje estándar de error 404 “File Not Found”, el cual no da pista alguna de que el sitio solicitado está siendo bloqueado.
Un servidor proxy procesaba cada petición HTTP enviada y filtraba sitios basándose en el nombre de los anfitriones. La evidencia empírica mostró que el hardware NetApp fue utilizado para implementar los controles y el NetCache.
La Iniciativa OpenNet llevó a cabo pruebas realizadas en Túnez utilizando el ISP Planet Tunisie y TopNet. De manera similar a los resultados de las pruebas del 2006-2007, las pruebas del 2008-2009 revelaron la penetrante filtración de sitios web de grupos de oposición política, tales como:
- Foro Democrático para el Trabajo y la Libertad (www.fdtl.org)
- Movimiento Al-Nadha (www.nahdha.info)
- Partido Comunista de Trabajadores Tunecinos (www.albadil.org)
- Partido Democrático Progresivo (pdpinfo.org)[16]

Otros sitios web bloqueados son dirigidos por figuras de oposición, como el activista Moncef Marzouki, y sitios web que contienen noticias de oposición y temas políticos, como: 
- www.nawaat.org
- www.perspectivestunisiennes.net
- www.tunisnews.com
- www.tunezine.com[16]

Los sitios web que publican artículos de oposición por periodistas tunecinos también fueron bloqueados. Por ejemplo, la ONI verificó el bloqueo del sitio web del diario francés Libération en febrero de 2007, debido a los artículos del periodista tunecino que aparecieron en el sitio criticando al Presidente Zine el-Abidine Ben Ali.
También se bloquearon sitios web que critican el historial de los derechos humanos de Túnez. Esto incluye sitios web de:
- Amnistía International (www.amnesty.org)
- Freedom House (www.freedomhouse.org)
- Reporteros Sin Fronteras (www.rsf.org and www.rsf.fr)
- Intercambio Internacional por la Libertad de Expresión (www.ifex.org)
- Comisión Islámica de Derechos Humanos (www.ihrc.org)
- Red Árabe por la Información de Derechos Humanos (www.hrinfo.org)[16]

A pesar de que la página principal de Human Rights Watch (HRW) era accesible, las versiones árabe y francesa del informe del Observatorio de Derechos Humanos acerca de la represión de Internet en Túnez fueron bloqueadas.
Los sitios web destacados para compartir videos, youtube.com y dailymotion.com, fueron bloqueados aparentemente debido a que activistas tunecinos los utilizaban para difundir contenido crítico de las prácticas de derechos humanos del régimen. El sitio web de Iniciativa OpenNet (opennet.net), el cual investiga y documenta las prácticas de censura y filtración del Estado, fue bloqueado. También se bloqueó el sitio web de Global Voices (globalvoices.org), un proyecto de medios sin fines de lucro de ciudadanos globales. La mayoría de los sitios analizados en las categorías de anonimizadores e instrumentos de evasión también fueron bloqueados. Esto incluye: 
- Psiphon (https://web.archive.org/web/20080101102040/http://psiphon.civisec.org/)
- TOR (https://www.torproject.org/)
- Anonymizer (www.anonymizer.com)
- Proveedor de servicios privados de correo electrónico, Steal the Message (www.stealthmessage.com)
- Guardster (www.guardster.com/)
- JAP (anon.inf.tu-dresden.de)[16]

El régimen de filtrado penetrante filtró contenido pornográfico, información o páginas de citas gays y lesbianas, y varios servicios de traducción en línea. Otros sitios web bloqueados fueron algunos que critican el Corán (thequran.com) y el Islam (www.islameyat.com), por medio de los pequeños puntos numéricos que utilizan para el filtrado limitado de contenido religioso en Túnez.
A partir de mayo de 2010, la popular aplicación Skype VOIP que se utiliza en gran medida por los expatriados tunecinos para ponerse en contacto con sus familias, fue desconectada en Túnez debido a la limitación de tráfico SPI por ATI.  
El bloqueo de tráfico SIP por ATI ha hecho la vida muy complicada para los centros de llamadas, cuyo principal trabajo es tomar llamadas para/de idioma francés de Europa. La mayoría, si no es que todos los centros de llamadas que funcionan en Europa, utilizaban SIP, a menudo con minutos comprados a proveedores europeos (en su mayoría franceses). El bloqueo de tráfico SIP provocó la pérdida de muchos trabajos en Túnez.

### Vigilancia durante el régimen de Ben Ali
Las autoridades tunecinas llevaron a cabo distintos tipos de vigilancia de Internet y obligaron a los proveedores de servicios, tales como cibercafés, ser socios en el control del uso de Internet. Por ejemplo, las autoridades monitoreaban cibercafés; solicitaban a los usuarios de Internet mostrar sus identificaciones antes de poder utilizar el Internet en algunas regiones, y mantuvieron a los operadores de cibercafés como responsables de las actividades en línea de sus clientes.
También había vigilancia técnica donde descargas o archivos adjuntos de correos electrónicos pasaban por un servidor central. Con el fin de proteger el orden público y la seguridad nacional, una ley de 1998 de correos y telecomunicaciones permitió a las autoridades interceptar y comprobar el contenido de los mensajes de correos electrónicos. La filtración de mensajes de correos electrónicos de oponentes del gobierno ha sido reportada. El Director de Promoción de Global Voices y activista tunecino, Sami Ben Gharbia, realizó una prueba desde los Países Bajos con dos activistas con sede en Túnez y confirmó, ingresando a sus cuentas de correo electrónico desde los Países Bajos, que lo que él vio no era lo mismo que los activistas vieron cuando ingresaron desde Túnez, y que ellos no tenían acceso a todos los mensajes que recibían. A principios de 2011 aumentó la evidencia de que las cuentas de correo electrónico privadas de ciudadanos tunecinos, junto con los datos de acceso de sus páginas de Facebook, habían sido blancos por secuencias de comandos de suplantación de identidad implantadas por el gobierno. Hubo tal aumento de incidentes de censura de esta manera que muchos disidentes fueron bloqueados del uso de Internet.